# بورگهولتسهاوزن
بورگهولتسهاوزن (به آلمانی: Burgholzhausen) یک منطقهٔ مسکونی در آلمان است که در اکارتسبرگ واقع شده‌است. بورگهولتسهاوزن ۲۸۸ نفر جمعیت دارد.